# وحدة الحساب الأوروبية
كانت وحدة الحساب الأوروبية (EUA) (بالإنجليزية: European Unit of Account) وحدة حساب مستخدمة بشكل ملحوظ في المجتمعات الأوروبية من عام 1975 إلى عام 1979، عندما تم استبدالها بوحدة العملة الأوروبية، والتي تم استبدالها في عام 1999 باليورو.

## سلة العملات
تم استخدام سلة العملات الأوروبية المختلفة كوحدات حساب في أسواق السندات الدولية، وتم تعريف بعضها بـ أيزو 4217.
| كود أبجدي | رمز رقمي | اسم                                 |
| --------- | -------- | ----------------------------------- |
| XBA       | 955      | الوحدة الأوروبية المركبة (EURCO)    |
| XBB       | 956      | الوحدة النقدية الأوروبية (EMU-6)    |
| XBC       | 957      | الوحدة الأوروبية للحساب 9 (EUA-9)   |
| XBD       | 958      | الوحدة الأوروبية للحساب 17 (EUA-17) |
| XEU       | 954      | وحدة العملة الأوروبية               |
| يورو      | 978      | اليورو                              |